# Josep Umbert i Rosàs
Josep Umbert i Rosàs fou un fabricant de teixits i polític català, nascut el 9 de maig de 1894 a Sant Feliu de Codines i mort el maig de 1979 a Barcelona, que fou elegit diputat de la Lliga Regionalista pel districte de Castellterçol a les eleccions generals espanyoles de 1920.
Una plaça de Sant Feliu de Codines on hi havia la Fàbrica Umbert Rosàs i actualment Centre Cívic, porta el seu nom.